# Nadejda Radzevich
Nadejda Borisovna Radzevich (em russo:  Надежда Борисовна Радзевич; Oremburgo, 10 de março de 1953) é uma ex-jogadora de voleibol da Rússia que competiu pela União Soviética nos Jogos Olímpicos de 1980.
Em 1980, ela fez parte da equipe soviética que conquistou a medalha de ouro no torneio olímpico, no qual atuou em cinco partidas.